# Occidentosphena uvarovi
Occidentosphena uvarovi är en insektsart som först beskrevs av Rehn, J.A.G. 1942.  Occidentosphena uvarovi ingår i släktet Occidentosphena och familjen Pyrgomorphidae. Inga underarter finns listade i Catalogue of Life.